# Opostomias micripnus
Opostomias micripnus és una espècie de peix de la família dels estòmids i de l'ordre dels estomiformes.

## Morfologia
- Els mascles poden assolir 50 cm de longitud total.[5]

## Hàbitat
És un peix marí i d'aigües profundes.

## Distribució geogràfica
Es troba a les aigües subtropicals de l'hemisferi sud.